# Glefa
Glefa je orožje na drogu, ki ima dolgo rezilo z ostrino na eni strani, medtem ko je na drugi strani pritrjen kavelj.
Glefa je lahko tako uporabljena za seko po sovražniku ali pa so ga zagrabili s kavljem in spodnesli.